# Fabijan Cipot
Fabijan Cipot (Eslovenia, 25 de agosto de 1976) es un exfutbolista y entrenador esloveno del NK Puconci.

## Clubes
| Club          | País      | Año       |
| ------------- | --------- | --------- |
| NK Mura       | Eslovenia | 1996-2000 |
| NK Maribor    | Eslovenia | 2000-2003 |
| Al-Sadd SC    | Catar     | 2002-2003 |
| Al-Arabi SC   | Catar     | 2003-2005 |
| Nafta Lendava | Eslovenia | 2005-2006 |
| NK Maribor    | Eslovenia | 2005-2006 |
| FC Luzern     | Suiza     | 2007-2008 |
| Rudar Velenje | Eslovenia | 2008-2011 |
| ND Mura 05    | Eslovenia | 2011-2013 |

- Datos: Q2745381